# 1er arrondissement de Paris
Ne doit pas être confondu avec Paris 1.
Pour l’article homonyme, voir Ancien 1er arrondissement de Paris.
Le 1er arrondissement de Paris est l'un des arrondissements les plus centraux du cœur historique de Paris. Il comprend notamment l'un des plus anciens quartiers de la ville, le quartier des Halles, qui date du tout début du Moyen Âge.
Le 1er arrondissement est bordé au sud, au-delà de la Seine, par les 7e et 6e arrondissements, à l'ouest par le 8e arrondissement, au nord par le 2e arrondissement et à l'est par les 3e et 4e arrondissements. Situé sur la rive droite, il comprend aussi la partie occidentale de l'île de la Cité.
Aux termes de l'article R. 2512-1 du code général des collectivités territoriales (partie réglementaire), il porte également le nom d'« arrondissement du Louvre », mais cette appellation est rarement employée dans la vie courante. À l'issue des élections municipales de 2020, l'arrondissement est réuni avec les trois suivants dans le 1er secteur, appelé Paris Centre, qui reprend toutes les fonctions dévolues à un arrondissement. Seul le code postal reste en vigueur.

## Historique
Le 1er arrondissement dit arrondissement du Louvre est créé par la loi du 16 juin 1859, lors de l'extension de Paris jusqu'à l'enceinte de Thiers et donne lieu à un nouveau découpage.
Ainsi, le 1er arrondissement est créé à partir d'une partie des anciens 1er, 2e, 3e, 4e, 5e et 11e arrondissements.

### Limites de l'arrondissement
À sa création, le 1er arrondissement était bordé à l'est par le boulevard de Sébastopol, à l'ouest par la place de la Concorde, les rues Saint-Florentin et Richepance. Au nord, après avoir longé le boulevard de la Madeleine, il suivait les rues Neuve-des-Capucines et des Petits-Champs et la limite traversant des propriétés particulières, dont une rue projetée amènera la démolition, rejoignait la rue Mauconseil. Au sud, la Seine longeait le 1er arrondissement jusqu'à l'Île de la Cité et englobait les emplacements où étaient situés le Palais de Justice et la Préfecture de police
Les limites actuelles du 1er arrondissement datent de 1860 ; elles ont été définies par la loi du 16 juin 1859 donnant lieu à un nouveau découpage de Paris en 20 arrondissements. Elles comprennent la partie est de l'ancien 1er arrondissement, la partie Sud des anciens 2e et 3e arrondissements, la totalité de l'ancien 4e, la partie sud de l'ancien 5e arrondissement et la partie nord de l'ancien 11e arrondissement.
L'arrondissement est compris entre les voies suivantes, dans le sens horaire :
| - Vis-à-vis du 8e arrondissement : - Place de la Concorde, - Rue Saint-Florentin, - Rue du Chevalier-de-Saint-George, - Rue Duphot, - Boulevard de la Madeleine. | - Vis-à-vis du 2e arrondissement : - Rue des Capucines, - Rue Danielle-Casanova, - Rue des Petits-Champs, - Rue La Feuillade, - Place des Victoires, - Rue Étienne-Marcel. | - Vis-à-vis du 3e arrondissement : - Boulevard de Sébastopol. | - Vis-à-vis du 4e arrondissement : - Boulevard de Sébastopol, - Boulevard du Palais. | - Le long de la Seine : - Quai des Orfèvres, - Quai du Louvre, - Quai François-Mitterrand, - Quai Aimé-Césaire, - Quai des Tuileries. |

## Administration
Depuis le 11 juillet 2020, il n'y a plus d'administration de l'arrondissement.
Les personnalités exerçant une fonction élective dont le mandat est en cours et en lien direct avec le territoire du 1er arrondissement de Paris sont les suivantes :
| Élection    | Territoire                                               | Titre                                     | Nom                   | Tendance politique | - | Début de mandat | Fin de mandat |
| ----------- | -------------------------------------------------------- | ----------------------------------------- | --------------------- | ------------------ | - | --------------- | ------------- |
| Municipale  | 1er arrondissement de Paris                              | Maire du 1er arrdt et Conseiller de Paris | Jean-François Legaret | LR                 |   | Mars 2014       | Juillet 2020  |
| Municipale  | Ville de Paris (1 conseiller de Paris dans le 1er arrdt) | Maire de Paris                            | Anne Hidalgo          | PS                 |   | Mars 2014       | 2026          |
| Législative | 1re circonscription                                      | Député                                    | Sylvain Maillard      | LREM               |   | 18 juillet 2024 | 2029          |

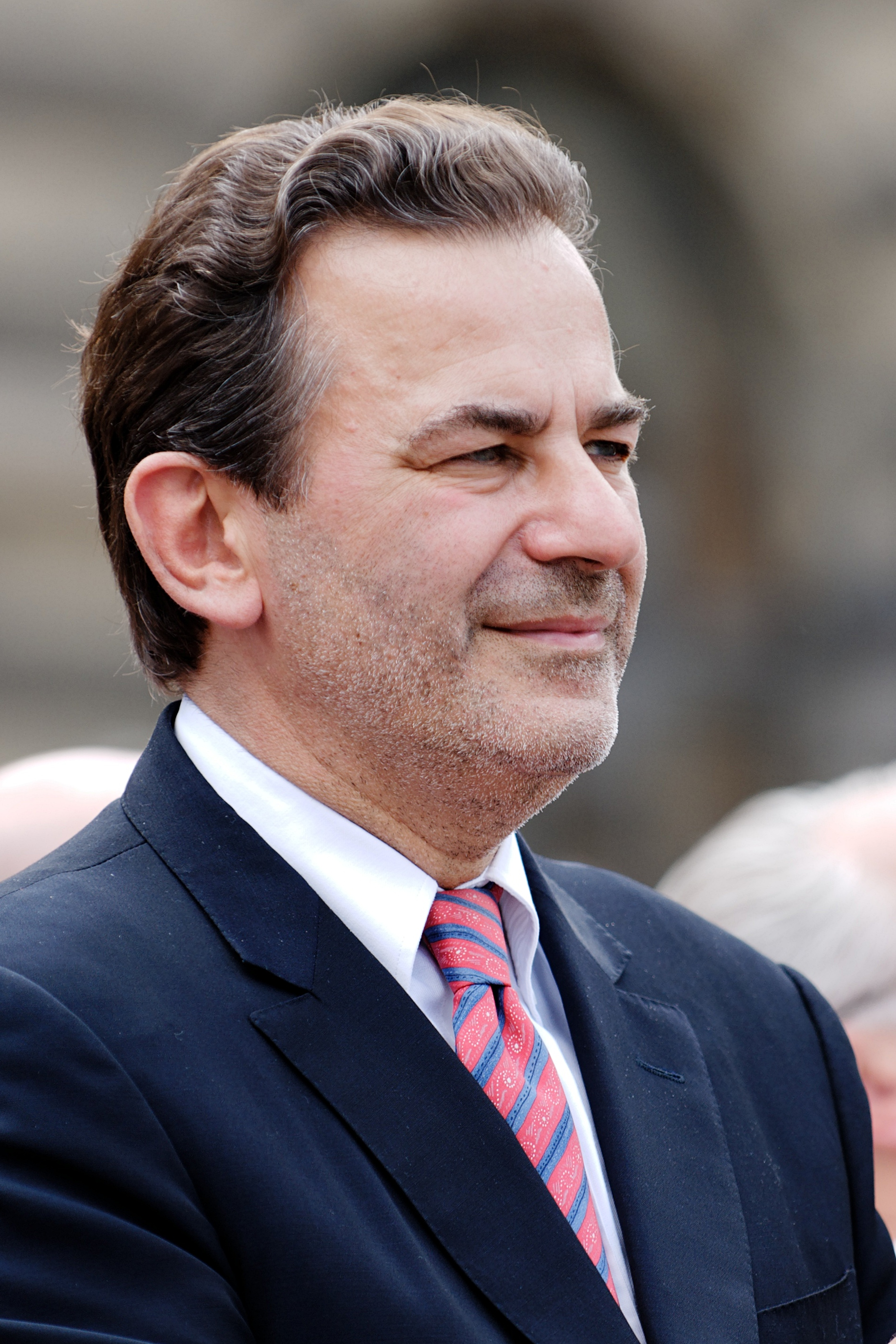
Maire et conseiller de Paris (LR) du 1er arrt : Jean-François Legaret.
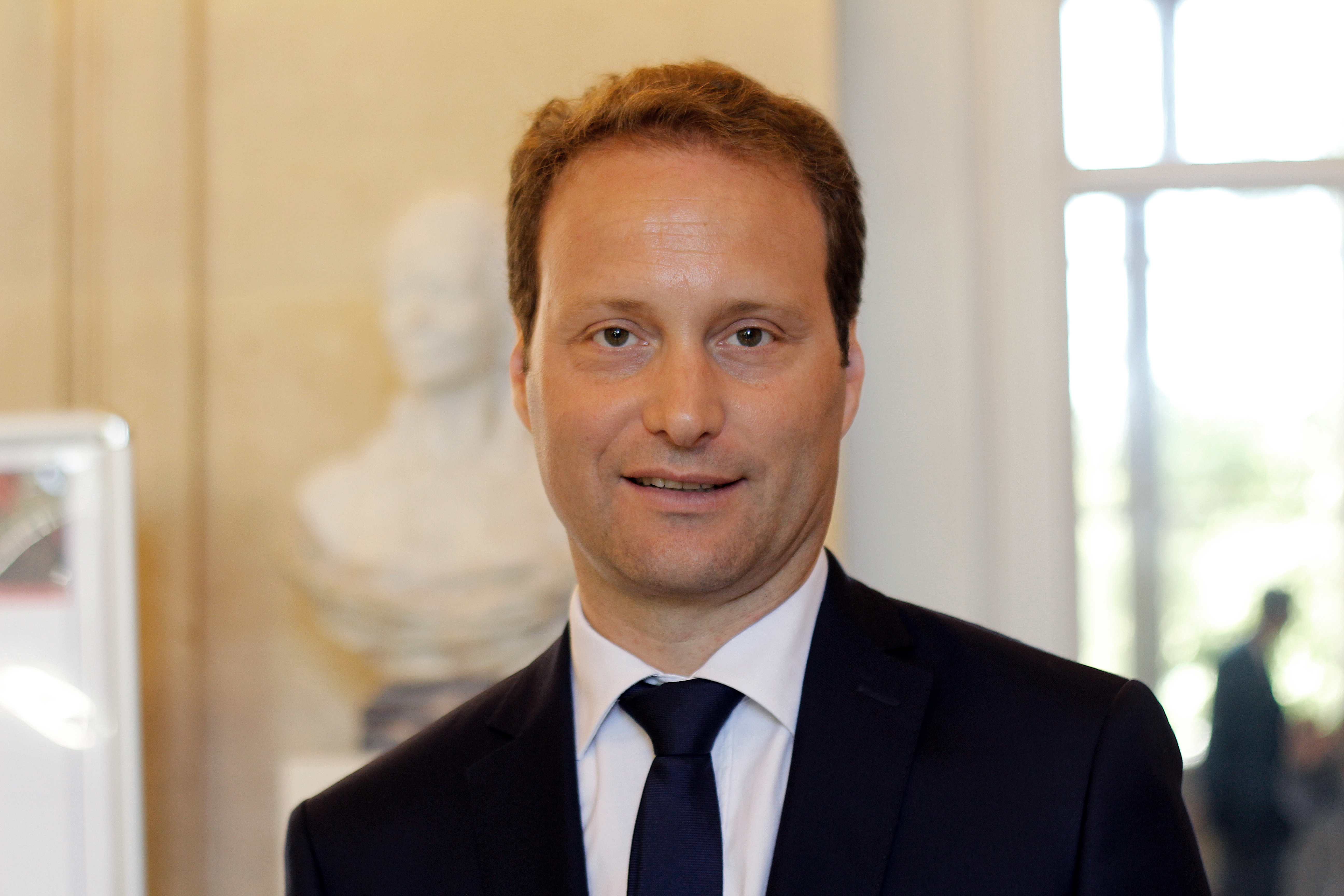
Député (LREM) de la première circonscription de Paris : Sylvain Maillard.

### Mairie d'arrondissement

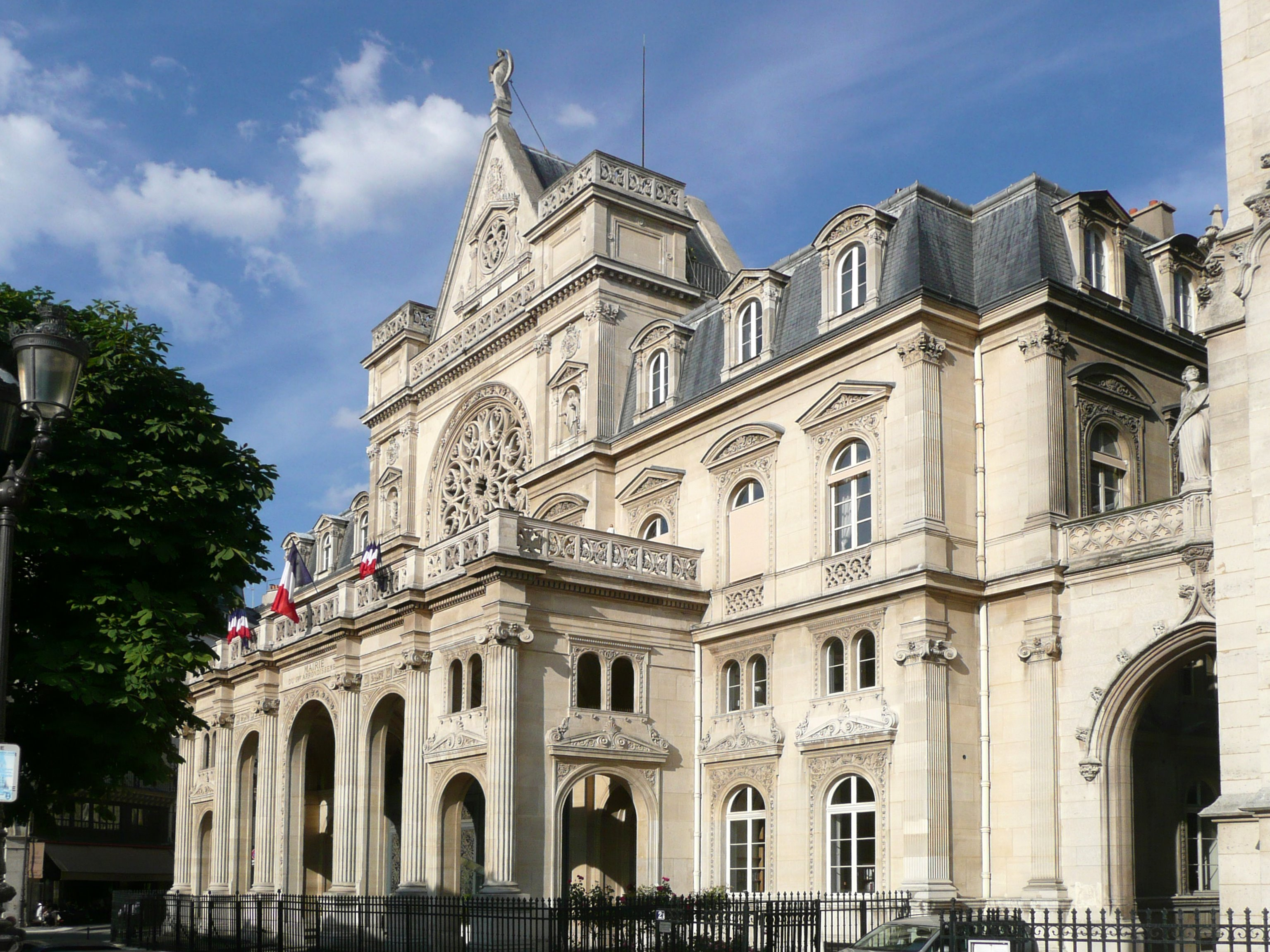
La mairie du 1er arrondissement de Paris, à proximité de l'église Saint-Germain-l'Auxerrois, dont elle reproduit une partie de la façade.

Depuis 2020, le 1er arrondissement est administré par la mairie du secteur Paris Centre.
| Élection | Identité              |  | Parti | Notes                      |
| -------- | --------------------- |  | ----- | -------------------------- |
| 1983     | Michel Caldaguès      |  | RPR   | Élu en 1983, 1989, 1995.   |
| 2000     | Jean-François Legaret |  | UMP   | Élu en 2001, 2008 et 2014. |

### Adjoints au maire
- Emmanuel Caldaguès, premier adjoint au maire, chargé des Affaires scolaires, des Affaires sociales, de la Santé, de la Solidarité, du Logement et de la Lutte contre l’Exclusion ;
- Catherine Mathon, deuxième adjointe au maire, chargée des Conseils de quartier, de la Vie associative et des Animations ;
- Marc Mutti, adjoint spécial chargé des Finances, des Équipements de proximité, de la Vitalité économique et de l’Emploi, de la Prévention, de la Sécurité et des affaires militaires ;
- Martine Figueroa, quatrième adjointe au maire, chargée de la Petite enfance, de la Famille, de la Jeunesse et des Sports ;
- Nicolas Martin-Lalande, cinquième adjoint au maire, chargé de l’Environnement, de l’Espace public, des Espaces verts, de l’Urbanisme, de la Voirie et des Déplacements.

### Conseillers délégués
- Josy Posine, correspondant défense, conseiller délégué chargée de la Mémoire et du Monde combattant, de l’Espace public et de la Propreté ;
- Catherine Salvador, conseiller délégué auprès du Maire, chargée de la Culture et du Lien intergénérationnel ;
- Baptiste Boussard, conseiller délégué pour les Écoles et le Commerce de proximité.

### Opposition
- François Filoche
- Catherine Tronca

### Conseillers de Paris au titre du1erarrondissement
Depuis 2014, un seul conseiller de Paris émane du 1er arrondissement. Il s'agit actuellement de Jean-François Legaret.
Jusqu'en 2014, le 1er arrondissement de Paris envoyait trois élus au Conseil de Paris. Entre 2008 et 2014 il s'agissait de :
- Jean-François Legaret (UMP) ;
- Florence Berthout (UMP), devenue maire du 5e arrondissement en 2014 ;
- Loïg Raoul (PS).

### Députés
Sous la Ve République, le 1er arrondissement a toujours appartenu à une unique circonscription, et elle s'est toujours appelée première circonscription de Paris. Néanmoins, les limites de cette circonscription ont évolué depuis 1958 : de 1958 à 1986, elle incluait aussi le 4e arrondissement (première circonscription de Paris de 1958 à 1986), puis, de 1988 à 2012, elle incluait les 2e, 3e et 4e arrondissements (première circonscription de Paris de 1988 à 2012). À compter de la XIVe législature, le 1er arrondissement reste intégré à la première circonscription avec les 2e et 8e arrondissements et la plus grande partie du 9e (première circonscription de Paris).
Depuis 1958, les députés du 1er arrondissement ont été Jean Legaret (1958-1962), Pierre-Charles Krieg (1962-1986), Jacques Dominati (1988-1993), Laurent Dominati (1993-2002), Martine Billard (Les Verts, puis Parti de gauche, 2002-2012), et Pierre Lellouche (depuis 2012, avec Jean-François Legaret comme suppléant).

### Politique nationale
Au second tour de l'élection présidentielle de 2007, le 1er arrondissement a voté pour Nicolas Sarkozy à 56,34 % contre 43,66 % pour Ségolène Royal. Associé aux 2e, 3e et 4e arrondissements au sein de la première circonscription de Paris de 1988 à 2012, l'arrondissement a élu la même année la députée Martine Billard sous l'étiquette Les Verts, qu'elle a quittés pour le Parti de gauche en cours de mandat, en 2009.
Au second tour de l'élection présidentielle de 2012, le 1er arrondissement a voté pour Nicolas Sarkozy à 52,17 % contre 47,83 % pour François Hollande. Associé aux 2e et 8e arrondissements ainsi qu'à une partie du 9e au sein de la première circonscription de Paris, l'arrondissement a élu la même année Pierre Lellouche, député UMP.
| Scrutin             | Scrutin             | 1er tour | 1er tour | 1er tour | 1er tour | 1er tour  | 1er tour | 1er tour | 1er tour | 1er tour | 1er tour | 1er tour | 1er tour | 2d tour | 2d tour | 2d tour | 2d tour | 2d tour | 2d tour |
| Scrutin             | Scrutin             | 1er      | 1er      | %        | 2e       | 2e        | %        | 3e       | 3e       | %        | 4e       | 4e       | %        | 1er     | 1er     | %       | 2e      | 2e      | %       |
| ------------------- | ------------------- | -------- | -------- | -------- | -------- | --------- | -------- | -------- | -------- | -------- | -------- | -------- | -------- | ------- | ------- | ------- | ------- | ------- | ------- |
| Présidentielle 2017 | Présidentielle 2017 |          | EM       | 39,45    |          | LR        | 31,36    |          | LFI      | 13,64    |          | PS       | 7,30     |         | EM      | 89,05   |         | FN      | 10,95   |
| Présidentielle 2022 | Présidentielle 2022 |          | LFI      | 34,54    |          | LREM      | 29,80    |          | RN       | 13,69    |          | REC      | 6,32     |         | LREM    | 74,09   |         | RN      | 25,91   |
| Législatives 2022   | 1er                 |          | Ren-Ens  | 41,13    |          | LFI-Nupes | 29,15    |          | LR       | 8,85     |          | REC      | 5,89     |         | Ren     | 62,91   |         | LFI     | 37,09   |
| Législatives 2024   | 1er                 |          | Ren-Ens  | 42,74    |          | LFI-NFP   | 33,84    |          | RN       | 11,46    |          | LR       | 4,92     |         | Ren     | 60,57   |         | LFI     | 39,43   |

## Démographie
En 2006, la population était de 17 745 habitants pour 182,5 hectares, soit une densité moyenne de 9 697 hab/km2. L'arrondissement représente 0,8 % de la population parisienne.
| Année (recensement national) | Population | Densité (hab. par km2) | Croissance annuelle depuis le dernier recensement |
| ---------------------------- | ---------- | ---------------------- | ------------------------------------------------- |
| 1861 (pic de population)     | 89 519     | 48 917                 | création                                          |
| 1866                         | 81 665     | 44 626                 | -1,75 %                                           |
| 1872                         | 74 286     | 40 593                 | -1,51 %                                           |
| 1936                         | 38 436     |                        |                                                   |
| 1954                         | 38 926     | 21 271                 | -0,58 %                                           |
| 1962                         | 36 543     | 20 013                 | -0,77 %                                           |
| 1968                         | 32 332     | 17 706                 | -1,92 %                                           |
| 1975                         | 22 793     | 12 482                 | -4,21 %                                           |
| 1982                         | 18 509     | 10 136                 | -2,69 %                                           |
| 1990                         | 18 360     | 10 055                 | -0,10 %                                           |
| 1999                         | 16 888     | 9 228                  | -0,89 %                                           |
| 2006                         | 17 745     | 9 697                  | +0,72 %                                           |
| 2009                         | 17 614     | 9 651                  | -0,74 %                                           |
| 2011                         | 17 443     | 9 532                  |                                                   |
| 2017                         | 16 395     | 8 959                  |                                                   |

## Géographie et urbanisme

### Quartiers du1erarrondissement

#### Quartiers administratifs

Les quartiers administratifs du 1er arrondissement.

Comme chaque arrondissement parisien, le 1er est divisé en 4 quartiers administratifs :
1. Quartier Saint-Germain-l'Auxerrois (1er quartier de Paris)
2. Quartier des Halles (2e quartier de Paris)
3. Quartier du Palais-Royal (3e quartier de Paris)
4. Quartier de la Place-Vendôme (4e quartier de Paris)

#### Conseils de quartier
Dans le 1er arrondissement, les limites des Conseils de quartier coïncident avec les quartiers administratifs : Les Halles, Palais-Royal, Saint-Germain-l'Auxerrois et Vendôme.

### Voies du1erarrondissement

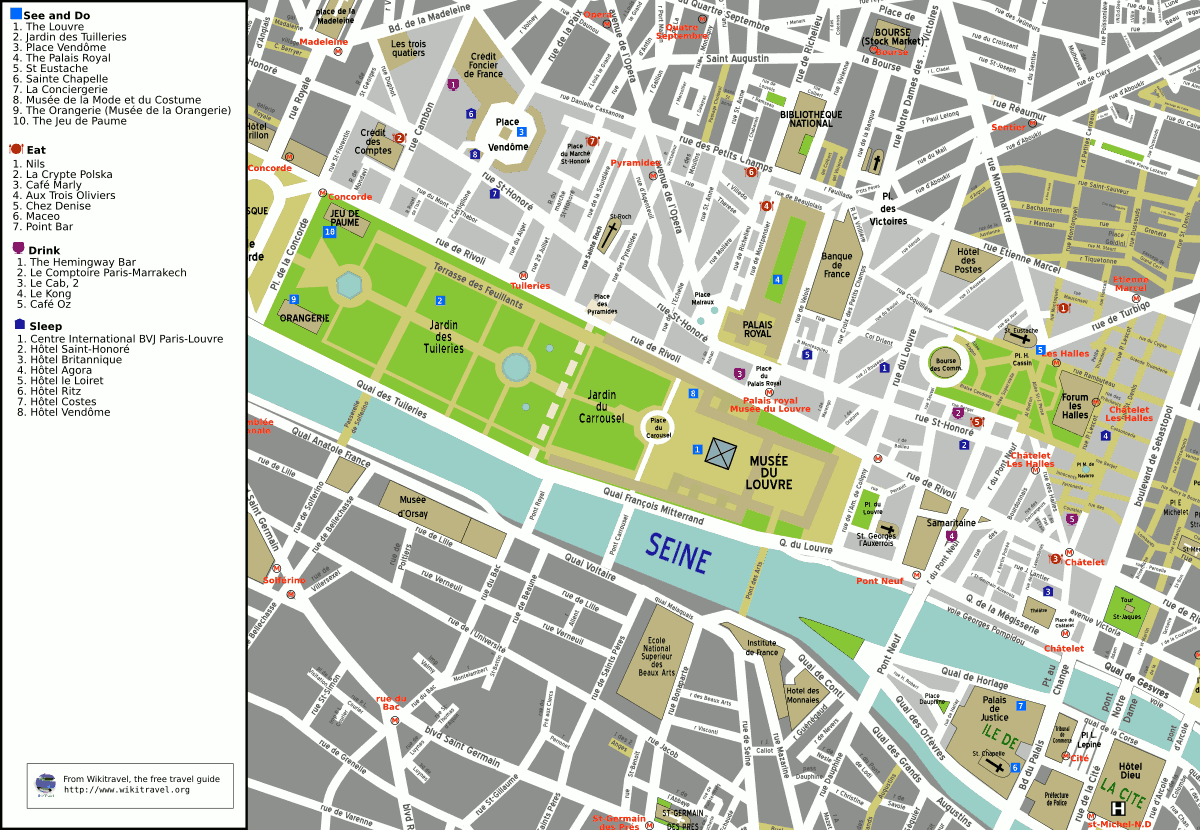
Plan du 1er arrondissement.

#### Ponts sur la Seine
Six ponts et passerelle donnent un accès direct au 1er arrondissement depuis l'île de la Cité ou la rive gauche :
- Le pont au Change,
- Le pont Neuf,
- Le pont des Arts,
- Le pont du Carrousel,
- Le pont Royal,
- La passerelle Léopold-Sédar-Senghor.

#### Places
Trois des cinq places royales de Paris sont au moins en partie dans l'arrondissement :
- Place Vendôme
- Place des Victoires
- Place Dauphine

### Développements récents
- Réaménagement des Halles de Paris, avec, notamment, l'élévation de La Canopée (2004-2016)
- Déménagement de la CCI Paris - Île-de-France de la Bourse de Commerce de Paris pour laisser la place à un musée présentant la collection Pinault (2016-2021)
- Transformation de la Poste centrale du Louvre (2012-2020)

### Projets
- Restructuration de l'ex-Louvre des antiquaires pour l'accueil de la Fondation Cartier (2020-2024)

## Bâtiments et installations

### Institutions publiques dont la compétence dépasse l'arrondissement
- Hôtel des Postes
- Palais de justice de Paris
- Hôtel de Bourvallais, siège du Ministère de la Justice
- Palais Cambon, siège de la Cour des comptes
- Palais-Royal, siège du Conseil constitutionnel, du Conseil d'État et du Ministère de la Culture
- Hôtel de Toulouse, siège de la Banque de France

### Édifices religieux
- Église Notre-Dame-de-l'Assomption
- Église Saint-Eustache
- Église Saint-Germain-l'Auxerrois
- Église Saint-Leu-Saint-Gilles
- Église Saint-Roch
- Sainte-Chapelle
- Temple protestant de l'Oratoire du Louvre

### Monuments civils
- Arc de Triomphe du Carrousel
- Colonne Vendôme
- Colonne Médicis
- Conciergerie
- Crédit foncier de France
- Forum des Halles
- Palais du Louvre
- La Samaritaine

### Espaces verts
Grâce, notamment, au jardin des Tuileries et au jardin du Carrousel, le 1er arrondissement est celui qui possède la plus grande surface d'espaces verts publics (hors les deux bois), avec 46 hectares sur les 270 de Paris. Les autres sont les suivants :
- Jardin des Halles
- Jardin de l'Infante
- Jardin de l'Oratoire
- Jardin du Palais-Royal
- Square du Vert-Galant
- Square de la Place-Dauphine

## Économie et tourisme
En 2011, le revenu fiscal médian par ménage était de 38 835 €, ce qui place le 1er arrondissement au 5e rang parmi les 20 arrondissements de Paris.

### Commerce
La rue du Louvre marque la limite entre la partie ouest de l'arrondissement, où les commerces de luxe dominent, et la partie est, plus populaire, marquée par le centre commercial Forum des Halles et les commerces de prêt-à-porter de la rue de Rivoli.
L'arrondissement comporte 2936 locaux commerciaux en rez-de-chaussée. La densité des commerces et services est la suivante :
- 5,3 pour 100 mètres de voie (moyenne à Paris : 3,5)
- 137 pour 1000 habitants (moyenne à Paris : 28)

Les cinq plus grandes surfaces commerciales de l'arrondissement sont les suivantes :
- Fnac, Forum des Halles, 7 700 m²
- C&A, rue de Rivoli, 5 978 m²
- Conforama, rue du Pont Neuf, 5 018 m²
- Forever 21, rue de Rivoli, 4 500 m²
- C&A, boulevard de la Madeleine (galerie des Trois Quartiers), 4 217 m²

L'arrondissement est le lieu de deux marchés alimentaires découverts :
- Marché Saint-Eustache, rue Montmartre
- Marché Saint-Honoré, place du Marché-Saint-Honoré

### Hôtellerie
En 2016, l'arrondissement dispose de soixante-douze hôtels offrant 4 016 chambres. Parmi ceux-là, dix ont 5 étoiles (cf. infra), vingt-cinq ont 4 étoiles, vingt-trois ont 3 étoiles, huit ont 2 étoiles, un a 1 étoile et cinq ne sont pas classés. À cela s'ajoutent trois résidences de tourisme totalisant 806 lits et une auberge de jeunesse d'une capacité de 200 lits.

#### Hôtels de luxe
Les onze hôtels à cinq étoiles du 1er arrondissement sont les suivants :
- Hôtel Castille (en)
- Mandarin Oriental Paris
- Hôtel Meurice
- Hôtel du Louvre
- Hôtel Ritz
- Hôtel Costes
- Burgundy Paris
- Hôtel de Vendôme
- Grand Hôtel du Palais Royal
- Hôtel Régina
- Nolinski Paris

Parmi les hôtels à quatre étoiles :
- Westin Paris Vendôme, ancien hôtel Continental, puis InterContinental
- Hôtel Saint James Albany Paris
- Hôtel Molière
- Hôtel Washington Opéra

## Culture

### Musées et institutions culturelles
- Galerie nationale du Jeu de Paume
- Musée des arts décoratifs de Paris
- Musée du Louvre
- Musée de l'Orangerie
- Théâtre du Châtelet
- Musée en Herbe
- Fondation Pinault (ouverture en 2021)
- Fondation Cartier (emménagement dans l'arrondissement en 2024)

### Bibliothèques municipales
- Bibliothèque du cinéma François-Truffaut
- Médiathèque de la Canopée
- Médiathèque musicale de Paris
- Bibliothèque des conservatoires de la Ville de Paris

### Librairies
- Librairie Delamain
- WH Smith
- Librairie Galignani
- Librairie Parallèles
- LibrExpert Dauphine
- Fnac Forum

### Cinéma
| Salles existantes | Salles fermées ou disparues |
| --- | --- |
| - UGC Ciné Cité les Halles (27 salles) - Institution disposant d'une salle de cinéma : - Forum des images - Auditorium du Louvre (musée du Louvre, hall Napoléon) - Galerie nationale du Jeu de Paume | - Châtelet Victoria, fermé le 9 février 1988 - Forum Arc en ciel - Forum Horizon (emplacement de l'UGC Ciné Cité les Halles) - UGC Orient Express 1983-21 janvier 2014 - Gaumont Les Halles, automne 1979-31 décembre 1998 (auparavant Gaumont Forum) - Movies Les Halles (auparavant Ciné Les Halles) - Pygmalion, - Sébastopol, 1939-30 septembre 1986 - Studio Rivoli (auparavant Cinéphone) |

### Théâtre
- Salle Richelieu de la Comédie-Française
- Théâtre Les Déchargeurs
- Théâtre du Palais-Royal
- Théâtre du Châtelet

## Transports en commun

### Réseau ferré

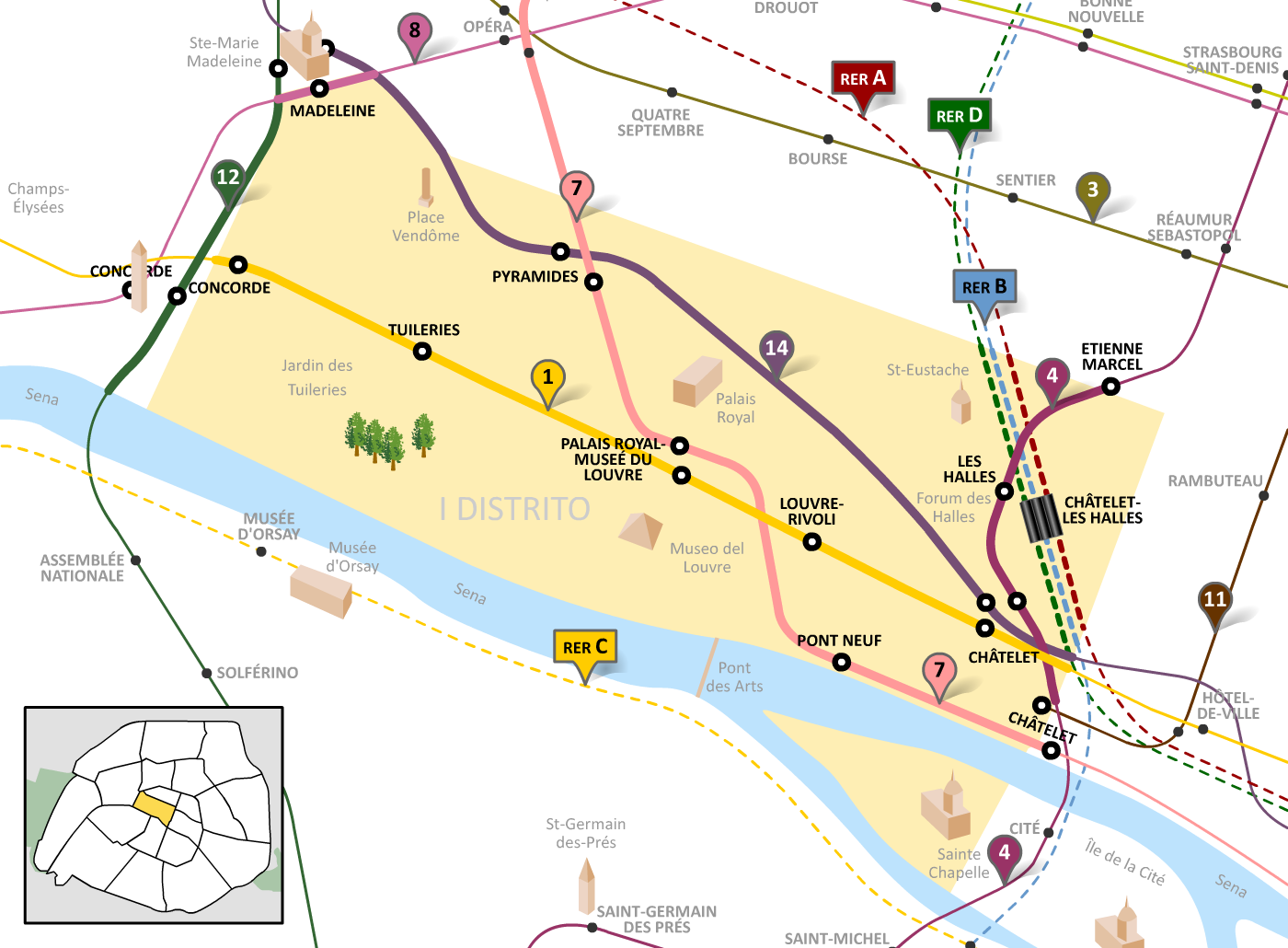

- (Concorde, Tuileries, Palais Royal - Musée du Louvre, Louvre - Rivoli et Châtelet).
- (Étienne Marcel, Les Halles et Châtelet).
- (Pyramides, Palais Royal - Musée du Louvre, Pont-Neuf et Châtelet).
- (Concorde, Madeleine).
- (Châtelet).
- (Concorde, Madeleine).
- (Madeleine, Pyramides et Châtelet).
- (Châtelet - Les Halles).
- (Châtelet - Les Halles).
- (Châtelet - Les Halles).

### Bus
L'arrondissement est couvert par de nombreuses lignes du réseau de bus RATP : 21, 27, 29, 38, 39, 42, 45, 47, 52, 58, 67, 68, 69, 70, 72, 73, 74, 76, 84, 85, 95 et 96.